# Hedychium gracile
Hedychium gracile är en enhjärtbladig växtart som beskrevs av William Roxburgh. Hedychium gracile ingår i släktet Hedychium och familjen Zingiberaceae. Inga underarter finns listade i Catalogue of Life.